# Geerd Spanjer
Geerd Spanjer (* 7. August 1905 in Witten; † 1992) war ein deutscher Autor.

## Leben
Geerd Spanjer besuchte das Gymnasium in Witten. Er studierte Chemie in Darmstadt, dann Germanistik, Biologie und Religionslehre in Marburg, Göttingen und Münster. Nach dem Staatsexamen war er Mitarbeiter des Landesmuseums für Naturkunde in Münster. 1942 wurde er Leiter des Staatsarchivs in Glückstadt. Seit 1951 war er Realschullehrer in Schleswig-Holstein.
Spanjer veröffentlichte Lyrik, Erzählungen, Legenden und naturkundliche Arbeiten. Sein Nachlass befindet sich in der Schleswig-Holsteinischen Landesbibliothek.

## Schriften (Auswahl)
- Die Reise zum Glockenguss. Braunschweig 1949, OCLC 73702176.
- Das Spitzenhäubchen. Hansischer Gildenverlag, Hamburg 1950.
- Aquarelle der Landschaft. Gedichte. Verlag Johann Schwarck Söhne, Wilster 1961.
- Der Teufel und die blaue Madonna. Legenden aus Schleswig-Holstein. Husum Druck- und Verlagsgesellschaft, Husum 1976, ISBN 3-88042-018-1.
- Vom Schauen trunken. Gedichte von Malern und ihren Bildern. Husum Druck- und Verlagsgesellschaft, Husum 1978, ISBN 3-88042-058-0.
- Es ist das alte Licht .... weihnachtliche Erzählungen und Gedichte. Husum Druck- und Verlagsgesellschaft, Husum 1980, ISBN 3-88042-103-X.

## Einzelnachweis
1. ↑  Ehrhardt Heinold: Künstler sehen Schleswig-Holstein. 80 zeitgenössische Künstler. Verlag Wolfgang Weidlich, Frankfurt am Main 1976, S. 108.

| Personendaten    | Personendaten                                    |
| ---------------- | ------------------------------------------------ |
| NAME             | Spanjer, Geerd                                   |
| ALTERNATIVNAMEN  | Spanjer, Gerhard; Spanjer, Gerhard Johann Albert |
| KURZBESCHREIBUNG | deutscher Autor                                  |
| GEBURTSDATUM     | 7. August 1905                                   |
| GEBURTSORT       | Witten                                           |
| STERBEDATUM      | 1992                                             |